# Villers-les-Bois
 Villers-les-Bois  es una población y comuna francesa, situada en la región del Franco Condado, departamento de Jura, en el distrito de Lons-le-Saunier y cantón de Poligny.

## Demografía
| 200 | 169 | 141 | 142 | 211 | 209 |
| Para los censos de 1962 a 1999 la población legal corresponde a la población sin duplicidades (Fuente: INSEE [Consultar]) |     |     |     |     |     |